# Louis Van Hege
Louis Van Hege (Uccle, Bélgica, 8 de mayo de 1889 - ibídem, 24 de junio de 1975) fue un futbolista belga, que destacó en las etapas primigenias del fútbol, sobre todo en la década de los años 10 del siglo XX por su paso por el AC Milan.
Dentro de su carrera internacional, destaca su participación con la selección de fútbol de Bélgica en los Juegos Olímpicos de 1920, donde su país consiguió la medalla de oro. Asimismo, también compitió en bobsleigh en los Juegos Olímpicos de 1932.

## Clubes
| Club                        | País    | Años        | Partidos | Goles |
| Royale Union Saint-Gilloise | Bélgica | 1906 - 1910 | 42       | 15    |
| AC Milan                    | Italia  | 1910 - 1917 | 91       | 98    |
| Royale Union Saint-Gilloise | Bélgica | 1917 - 1924 | 90       | 9     |

- Datos: Q715471
- Multimedia: Louis Van Hege / Q715471